# Unique Ingredient Identifier
Unique Ingredient Identifier (UNII) är ett beteckningssystem som Food and Drug Administration (FDA) i USA använder för att entydigt identifiera ämnen. UNII är alltid 10 tecken långt och genereras av en slumptalsgenerator. De enskilda tecknen i ordet har alltså inte någon bestämd betydelse.

## Exempel
| Ämne     | UNII       |
| -------- | ---------- |
| Dieldrin | I0246D2ZS0 |
| Metadon  | UC6VBE7V1Z |
| Vatten   | 059QF0KO0R |